# 줄리엔 강
줄리엔 강(프랑스어: Julien Kang 줄리엔 강[*], 1982년 4월 11일 ~ )은 부산광역시가 고향인 한국인 아버지와 프랑스계 캐나다인 어머니 사이에서 태어난 혼혈 배우로, 모델 및 연기자로 활동하고 있다. 큰 형은 종합격투기 선수 데니스 강이고 둘째 형도 종합격투기 선수인 토미 강이다. 본관은 고구려 강이식을 시조로 하는 진주 강씨.

## 생애 및 데뷔
그의 아버지는 한국인 강정근으로 해병대 제대 후 스페인계 외항선원으로 세계를 무대로 일하고 있었다. 하지만, 급성 맹장염으로 우연히 캐나다 동부에 위치한 프랑스령 섬(생피에르 미클롱)의 병원에 입원하게 된 그는 병원에서 환자를 돌봐주던 프랑스인 펄 오존과 만나 결혼에 이르렀다.
그의 유년기에 가족들은 섬을 떠나 스페인으로 이민을 갔지만 1년 후에 캐나다로 돌아와 정착했다. 프랑스령 섬에서 태어났기 때문에 어머니와 형제들(데니스, 토머스, 줄리엔)은 모두 프랑스 국적을 지니고 있었고, 후에 캐나다 국적도 취득했기에 프랑스와 캐나다 이중 국적을 갖게 되었다.
원래 그는 캐나다에서 대학을 졸업한 후 평범한 직장 생활을 하고 있었다. 하지만 종합격투기 선수인 큰 형 데니스 강이 아버지가 계신 한국을 오가며 활동하는 모습을 보고, 자신도 아버지의 나라에서 일하기를 갈망하게 되었다. 결국 그는 퇴사 후 모델 활동을 거쳐, 한국에서 연예인으로 데뷔했다.
영어, 프랑스어, 스페인어에 능통한 그이지만, 한국어는 기존 언어와 구조가 상이했기에 배우기 쉽지 않았다. 부단한 노력으로 지금은 많이 나아졌으나 연예계 초기 활동엔 여러 제약을 받았다고 한다.
하지만 다소 어색한 발음이 큰 문제가 되지 않도록 194cm 되는 최장신 피지컬과 혼혈 특유의 뚜렷한 이목구비, 어릴 적부터 각종 격투기와 스포츠로 다져온 근육질의 탄탄한 몸매로 열연을 펼치며 시청자에게 주목받는 연기자로 거듭나고 있다.

## 출연작

### 드라마, 영화
| 연도          | 종류   | 방송사   | 제목                    | 역할                          | 비고        |
| ------------- | ------ | -------- | ----------------------- | ----------------------------- | ----------- |
| 2007년        | 영화   | ―        | 상사부일체              | 마피아 총잡이 역              | 우정출연    |
| 2008년        | 드라마 | SBS      | 스타의 연인             |                               | 20부작      |
| 2009년        | 드라마 | SBS      | 드림                    | 다비드 역                     | 20부작      |
| 2009년~2010년 | 시트콤 | MBC      | 지붕뚫고 하이킥         | 줄리엔 역                     | 126부작     |
| 2010년        | 드라마 | MBC      | 로드 넘버원             | 베이커 역                     | 20부작      |
| 2011년~2012년 | 시트콤 | MBC      | 하이킥 짧은 다리의 역습 | 줄리엔 역                     | 123부작     |
| 2012년        | 드라마 | tvN      | 일년에 열두남자         | 알렉스 역                     | 16부작      |
| 2012년        | 시트콤 | MBC      | 스탠바이                | 박준금팬으로 위장한 알바 역   | 특별출연    |
| 2012년        | 드라마 | 채널A    | 굿바이 마눌             | 강구로 역                     | 20부작      |
| 2012년        | 드라마 | TV도쿄   | 레인보우 로즈           | 앙드레 역                     | 12부작      |
| 2012년        | 드라마 | SBS      | 아름다운 그대에게       | 다니엘 역                     | 특별출연    |
| 2014년        | 시트콤 | tvN      | 감자별 2013QR3          | 줄리엔 역                     | 120부작     |
| 2014년        | 드라마 | KBS2     | 골든크로스              | 에반 역                       | 20부작      |
| 2014년        | 드라마 | tvN      | 연애 말고 결혼          | 리차드 버스틴 역              | 특별출연    |
| 2015년        | 드라마 | SBS      | 떴다! 패밀리            | 칼 역                         | 특별출연    |
| 2015년        | 영화   | ―        | 워킹걸                  | 근육남 역                     | 특별출연    |
| 2015년        | 드라마 | tvN      | 초인시대                |                               | 특별출연    |
| 2016년        | 드라마 | tvN      | 안투라지                | 본인 역                       | 특별출연    |
| 2017년        | 드라마 | KBS2     | 쌈 마이웨이             | 존 카렐라스 역                | 특별출연    |
| 2019년        | 애니   | 투니버스 | 엑스가리온              | 야왕,크리스,블랙발키리전사 역 | 40부작      |
| 2020년        | 영화   | ―        | 프리즈너                | 제이크 역                     |             |
| 2021년        | 영화   | ―        | 미션 파서블             | 유리 역                       |             |
| 2026년        | 영화   | ―        | 범죄도시5               | 강철 역                       | 첫 천만영화 |

### 예능
지상파
- 신동엽의 있다 없다 (SBS)
- 헤이 헤이 헤이 2 (SBS)
- 일요일이 좋다 런닝맨 (SBS)
- 미남들의 수다 (KBS2)
- 설특집 스타 격투기쇼 - 내 주먹이 운다 (MBC)
- 황금어장 - 라디오스타 (MBC)
- 우리결혼했어요4 (MBC)
- 파이널어드벤처 (MBC)
- 우리동네 예체능 (KBS2)
- 헬로! 이방인 (MBC)
- 일밤 - 진짜 사나이2 (MBC)
- 동상이몽, 괜찮아 괜찮아 (SBS)
- 정글의 법칙 (SBS)
- 진짜 농구, 핸섬타이거즈 (SBS)
- 신발 벗고 돌싱포맨 (SBS)

유료 방송
- 미남들의 포차 (KBS 조이)
- 식신원정대 2 (MBC 에브리원)
- 오시면 좋으리 (MBN)
- 소사이어티 게임 시즌 2 (tvN)
- 도시어부 시즌2 (채널A)
- 씨름의 제왕 (tvN)
- 국가가 부른다 (TV조선)
- 조선의 사랑꾼 (TV조선)

웹예능
- 가짜사나이 2기(유튜브) (2020년)
- 와썹맨X (네이버 TV) (2021년)

### 광고
- 일동제약 아로나민씨플러스
- LG전자 로보킹

### 모델
- V 매거진
- 버커루

### 뮤직비디오
- 나인뮤지스 - No Playboy
- 지아 - 속상해서

## 사건 및 사고

### 음주사건
9월 25일 줄리엔 강이 속옷 차림으로 거리를 배회했다는 사건이 발생했다. 결국 줄리엔 강의 소속사측은 공식 입장을 냈다. "줄리엔 강이 술을 못하는 사람인데 전날 클럽에서 권하는 술을 먹다 보니 귀가 도중 정신을 잃었다. 그걸 본 시민이 신고를 했다"며 "신고했을 때 소속사 관계자도 있었다. 술을 마시고 실수한 해프닝으로 보면 될 것 같다"라고 해명했다. 이어 "민소매 티셔츠도 입고 있었다. 보도된 것처럼 속옷 차림은 아니었다"라며 "이번 사건은 술로 인해 벌어진 해프닝으로 마약과는 전혀 관계없는 일이다"라고 설명했다. 앞서 줄리엔 강은 지난 18일 오후 3시경 정신이 혼미한 상태에서 강남구 역삼동 인근 도로를 거닐다 주민의 신고로 출동한 경찰에 의해 연행된 바 있다. 이때 술에 취한 상태에서 편의점 의자 정리를 하고 다녀 '정리엔 강, 의자 정리의 신, 의자왕' 등의 별명이 붙었다.